# Sistemul ventriculelor cerebrale
Format:Infobox brain Sistemul ventriculelor cerebrale este un ansamblu de patru cavități interconectate (ventricule sau lumene) din creier;   în interiorul fiecărui ventricul se află o regiune a plexului coroid unde este produs lichidul cefalorahidian (LCR). Sistemul ventricular este o continuare a canalului central al măduvei spinării din al patrulea ventricul,  permițând circulația fluxului de LCR.  
Tot sistemul ventricular și canalul central al măduvei spinării sunt căptușite de ependim, o formă specializată de epiteliu conectată prin joncțiuni strânse care alcătuiesc bariera sânge - lichid cefalorahidian.

## Anatomie

Mărimea și localizarea sistemului ventricular în capul uman.

Sistemul cuprinde patru ventricule: 
- ventriculii laterali drept și stâng (câte unul pentru fiecare emisferă cerebrală)
- al treilea ventricul
- al patrulea ventricul

Există mai multe foramenuri, deschideri care acționează ca și canale, care leagă ventriculele. Foramenul interventricular (numit și foramenul lui Monro) conectează ventriculele laterale la cel de-al treilea ventricul, prin care poate curge lichidul cefalorahidian. 
| Nume                                           | Din                   | La                                                           |
| foramina interventriculară (Monro)             | ventriculii laterali  | al treilea ventricul                                         |
| apeductul cerebral (Sylvius)                   | al treilea ventricul  | al patrulea ventricul                                        |
| diafragma mediană (Magendie)                   | al patrulea ventricul | spațiu subarahnoidian via cisterna magna                     |
| diafragma laterală dreaptă și stângă (Luschka) | al patrulea ventricul | spațiul subarahnoidian via cisterna unei vene cerebrale mari |

### Ventriculele

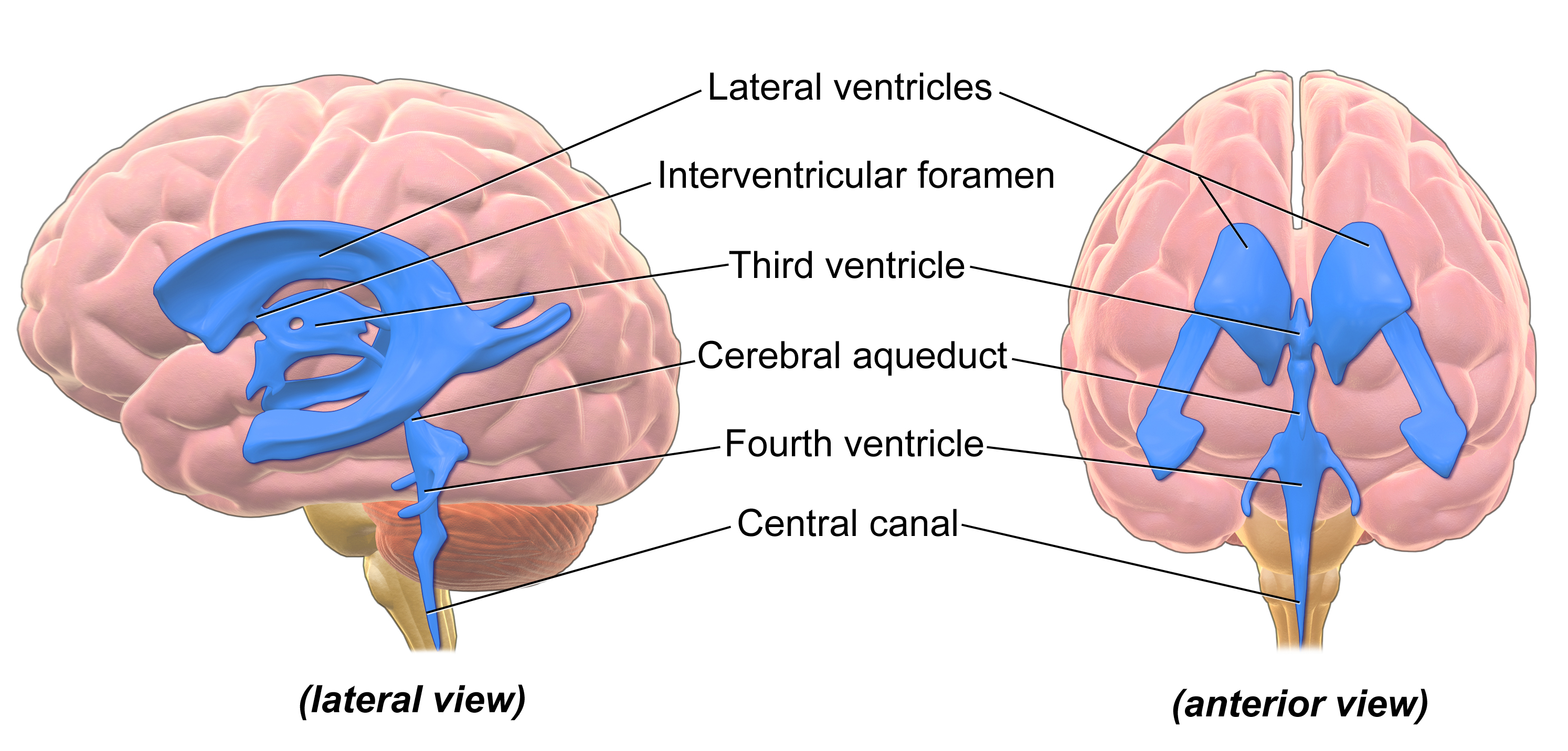
Redarea 3D a ventriculelor (vedere laterală și anterioară).

Cele patru cavități ale creierului uman se numesc ventricule.  Cele două mari sunt ventriculele laterale din emisfera cerebrală, cel de-al treilea ventricul se află în diencefalul anterior, între talamusul drept și stâng, iar al patrulea ventricul este situat în partea din spate a punții și jumătatea superioară a medulei oblongate a creierului posterior. Ventriculii sunt implicați în producerea și circulația lichidului cefalorahidian 

### Dezvoltare
Structurile sistemului ventricular se dezvoltă embriologic din canalul neuronal, centrul tubului neural. 
Ca parte a tubului neuronal primitiv din care se va dezvolta trunchiul creierului, canalul neuronal se extinde dorsal și lateral, creând al patrulea ventricul; în același timp canalul neural, care nu se extinde, rămâne același la nivelul creierului mediu, superior celui de-al patrulea ventriculul și formează apeductul cerebral. Al patrulea ventricul se îngustează la obex (în medula caudală), pentru a deveni canalul central al măduvei spinării. 
Detaliat, în jurul celei de-a treia săptămâni de dezvoltare, embrionul este un disc cu trei straturi. Embrionul este acoperit pe suprafața dorsală de un strat de celule numit ectoderm. În mijlocul suprafeței dorsale a embrionului se află o structură liniară numită notocord. Pe măsură ce ectodermul proliferează, notocordul este tras în mijlocul embrionului în curs de dezvoltare. 
Pe măsură ce creierul se dezvoltă, până în a patra săptămână de dezvoltare embriologică, trei umflături cunoscute sub numele de vezicule cerebrale se formează în jurul canalului embrionului, în apropierea locului unde se va dezvolta capul. Cele trei vezicule primare ale creierului reprezintă componente diferite ale sistemului nervos central : prozencefalonul, mezencefalul și rombencefalul. Acestea la rândul lor se împart în cinci vezicule secundare. Pe măsură ce aceste secțiuni se dezvoltă în jurul canalului neuronal, canalul neuronal intern devine cunoscut sub numele de ventricule primitive. Acestea formează sistemul ventricular al creierului:  celulele stem neuronale ale creierului, în curs de dezvoltare, în principal celule gliale radiale, aliniază sistemul ventricular, în dezvoltare într-o zonă tranzitorie numită zonă ventriculară. 
- Prozencefalul se împarte în telencefal, care formează cortexul cerebral al creierului dezvoltat și în diencefal. Ventriculele conținute în interiorul telencefalului devin ventriculii laterali, iar ventriculii din diencefal devin al treilea ventricul.
- Rombencefalul se împarte în metencefal și mielencefal. Ventriculele din rombencefal devin al patrulea ventricul, iar ventriculele conținute în mezencefal devin apeductul lui Sylvius.

Separația coarnelor anterioare ale ventriculelor laterale este septul pelucid : o membrană subțire, triunghiulară, verticală, care se desfășoară ca o foaie de la corpul calosum în jos până la fornix. Pe parcursul celei de-a treia luni de dezvoltare fetală, un spațiu se formează între două lamele septale, cunoscută sub numele de caverna septum pellucidum (CSP), care este un marker pentru subdezvoltarea neurală fetală. În timpul celei de-a cincea luni de dezvoltare, lamele încep să se închidă și această închidere se finalizează de la aproximativ trei până la șase luni de la naștere. Fuziunea lamelor septale este atribuită dezvoltării rapide a alveei hipocampului, a amigdalei, a nucleilor septali, a fornixului, a corpului calosum și a altor structuri mijlocii. Lipsa unei astfel de dezvoltări limbice întrerupe această fuziune posterior-anterioară, ducând la continuarea CSP la vârsta adultă. 

## Funcție

### Fluxul lichidului cefalorahidian

RMN care prezintă fluxul de LCR

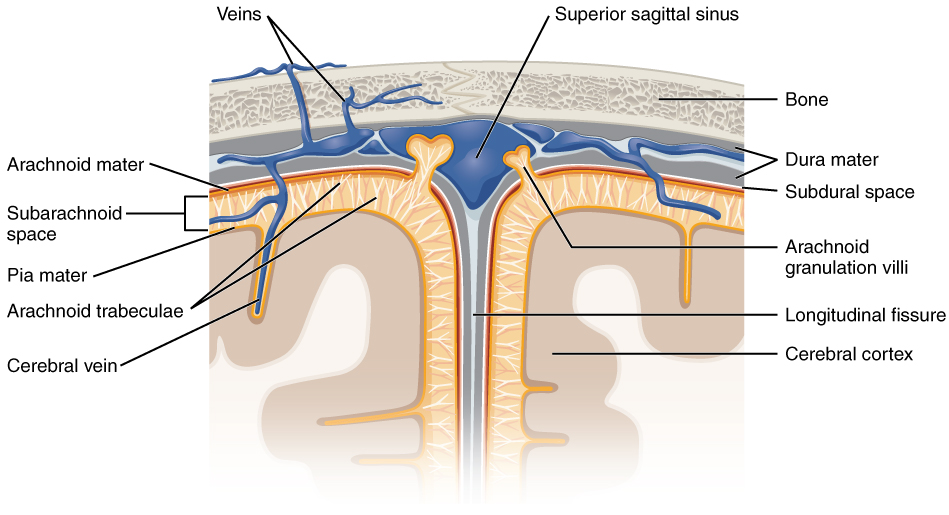
Lichidul cefalorahidian trece prin viloza arahnoidă în sinusurile venoase ale craniului.

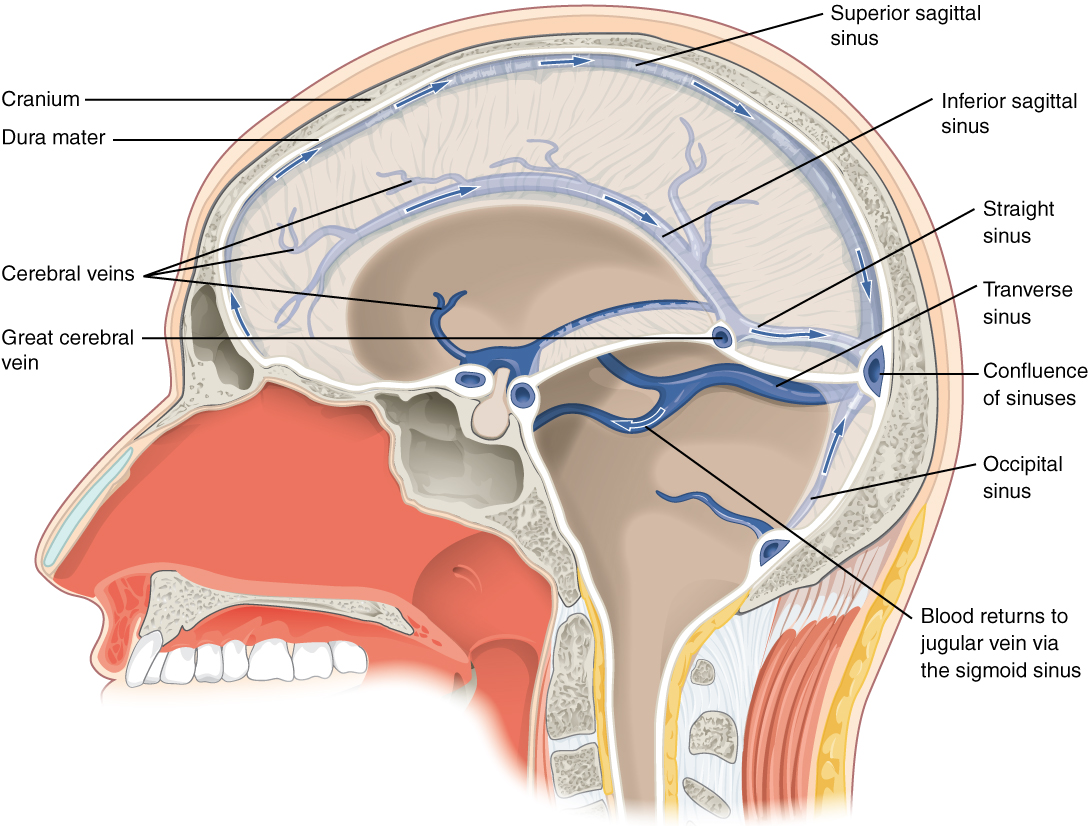
O ilustrare schematică a sinusurilor venoase din jurul creierului.

Ventriculele sunt umplute cu lichid cefalorahidian (LCR) care scaldă și amortizează creierul și măduva spinării în limitele lor osoase. LCR este produs de celulele ependimale modificate ale plexului coroid găsit în toate componentele sistemului ventricular, cu excepția apeductului cerebral și a coarnelor posterioare și anterioare ale ventriculelor laterale. LCR circulă din ventriculii laterali prin foramenul interventricular în cel de-al treilea ventricul, și apoi al patrulea ventricul prin apeductul cerebral din trunchiul creierului.  Din cel de-al patrulea ventricul poate trece în canalul central al măduvei spinării sau în cisternele subarahnoidiene prin intermediul a trei foramina mici: deschiderea mediană centrală și cele două deschideri laterale. 
Lichidul curge apoi în jurul sinusului sagital superior pentru a fi reabsorbit prin granulațiile arahnoide (sau villi arahnoizi) în sinusurile venoase, după care trece prin vena jugulară și sistemul venos major. LCR în interiorul măduvei spinării se poate deplasa până la cisterna lombară de la capătul cordonului în jurul caudei equina unde se efectuează puncții lombare . 
Apeductul cerebral dintre al treilea și al patrulea ventricul este foarte mic, la fel și foramenul, ceea ce înseamnă că se pot bloca ușor. 

### Protecția creierului
Creierul și măduva spinării sunt acoperite de meninge, cele trei membrane de protecție ale durabilității dure, de materii arahnoide și de pia mater . Lichidul cefalorahidian (LCR) din craniu și coloana vertebrală oferă o protecție suplimentară și, de asemenea, flotabilitate și se găsește în spațiul subarahnoidian dintre pia mater și arachnoid mater. 
LCR care este produs în sistemul ventricular este, de asemenea, necesar pentru stabilitatea chimică și furnizarea de nutrienți necesari creierului. LCR ajută la protejarea creierului de mușcături și bate la cap și oferă, de asemenea, flotabilitate și sprijin creierului împotriva gravitației. (Deoarece creierul și LCR sunt similare în densitate, creierul plutește în flotabilitate neutră, suspendat în LCR. ) Acest lucru permite creierului să crească în dimensiuni și în greutate fără să se sprijine pe podeaua craniului, ceea ce ar distruge țesutul nervos.  

## Semnificație clinică
Strâmtoarea apeductului cerebral și a foramina înseamnă că acestea pot fi blocate, de exemplu, prin sânge în urma unui accident vascular hemoragic. Deoarece lichidul cefalorahidian este produs continuu de plexul coroid din ventricule, un blocaj al fluxului duce la o presiune din ce în ce mai ridicată în ventriculii laterali . În consecință, acest lucru duce în mod obișnuit la rândul său la hidrocefalie . Din punct de vedere medical, s-ar numi acest hidrocefalie dobândită post-hemoragică, dar este adesea menționată colocvial de către laic drept „apă pe creier”. Aceasta este o afecțiune extrem de gravă, indiferent de cauza blocării. O a treia ventriculostomie endoscopică este o procedură chirurgicală pentru tratamentul hidrocefaliei în care este creată o deschidere în podeaua ventriculului al treilea folosind un endoscop plasat în interiorul sistemului ventricular printr-un orificiu . Acest lucru permite lichidului cefalorahidian să curgă direct către cisternele bazale, ocolind astfel orice obstrucție. O procedură chirurgicală pentru a face o gaură de intrare pentru a accesa oricare dintre ventriculii se numește ventriculostomie . Acest lucru se face pentru a scurge lichidul cefalorahidian acumulat, fie printr-un cateter temporar sau printr-un șunt permanent. 
Alte boli ale sistemului ventricular includ inflamația membranelor (meningită) sau a ventriculelor (ventriculită) cauzate de infecție sau introducerea de sânge în urma unui traumatism sau hemoragie ( hemoragie cerebrală sau hemoragie subarahnoidă ). 
În timpul embriogenezei în plexul coroid al ventriculelor, se pot forma chisturi de plex coroid. 
Studiul științific al tomografiei ventriculelor la sfârșitul anilor '70 a oferit o nouă perspectivă asupra studiului tulburărilor mintale.q Cercetătorii au descoperit că indivizii cu schizofrenie aveau (în termeni medii de grup) mai mari decât ventriculii obișnuiți. Aceasta a devenit prima „dovadă” că schizofrenia avea origine biologică și a dus la un interes reînnoit pentru studiul acesteia prin utilizarea tehnicilor imagistice . Imagistica prin rezonanță magnetică (RMN) a înlocuit utilizarea CT în cercetare în rolul de a detecta anomalii ventriculare în bolile psihiatrice. 
Nu a fost încă stabilit dacă ventriculele mărite sunt o cauză sau un rezultat al schizofreniei. Ventriculele mărite se găsesc și în demența organică și au fost explicate în mare măsură în ceea ce privește factorii de mediu.  De asemenea, s-a descoperit că sunt extrem de diverse între indivizi, astfel încât diferența procentuală în mediile de grup din studiile schizofreniei (+ 16%) a fost descrisă ca „nu este o diferență foarte profundă în contextul variației normale” (variind de la 25% la 350% din media medie). 
Caverna septului pellucidum a fost asociată în mod vag cu schizofrenia,  tulburarea de stres posttraumatică,  leziuni cerebrale traumatice , precum și cu tulburarea de personalitate antisocială .  CSP este una dintre caracteristicile distinctive ale indivizilor care prezintă simptome ale demenței pugilistica. 

## Imagini suplimentare

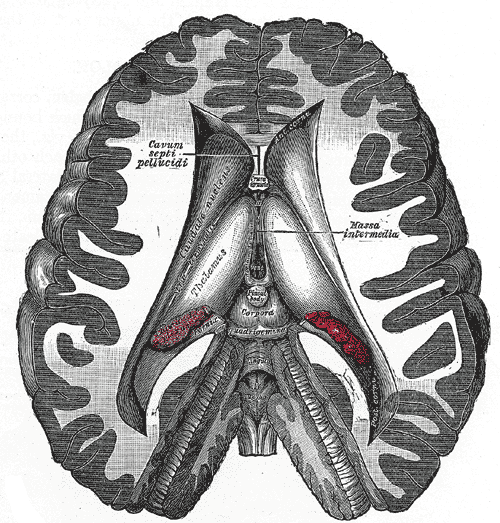
Disecție transversală care arată ventriculele creierului.
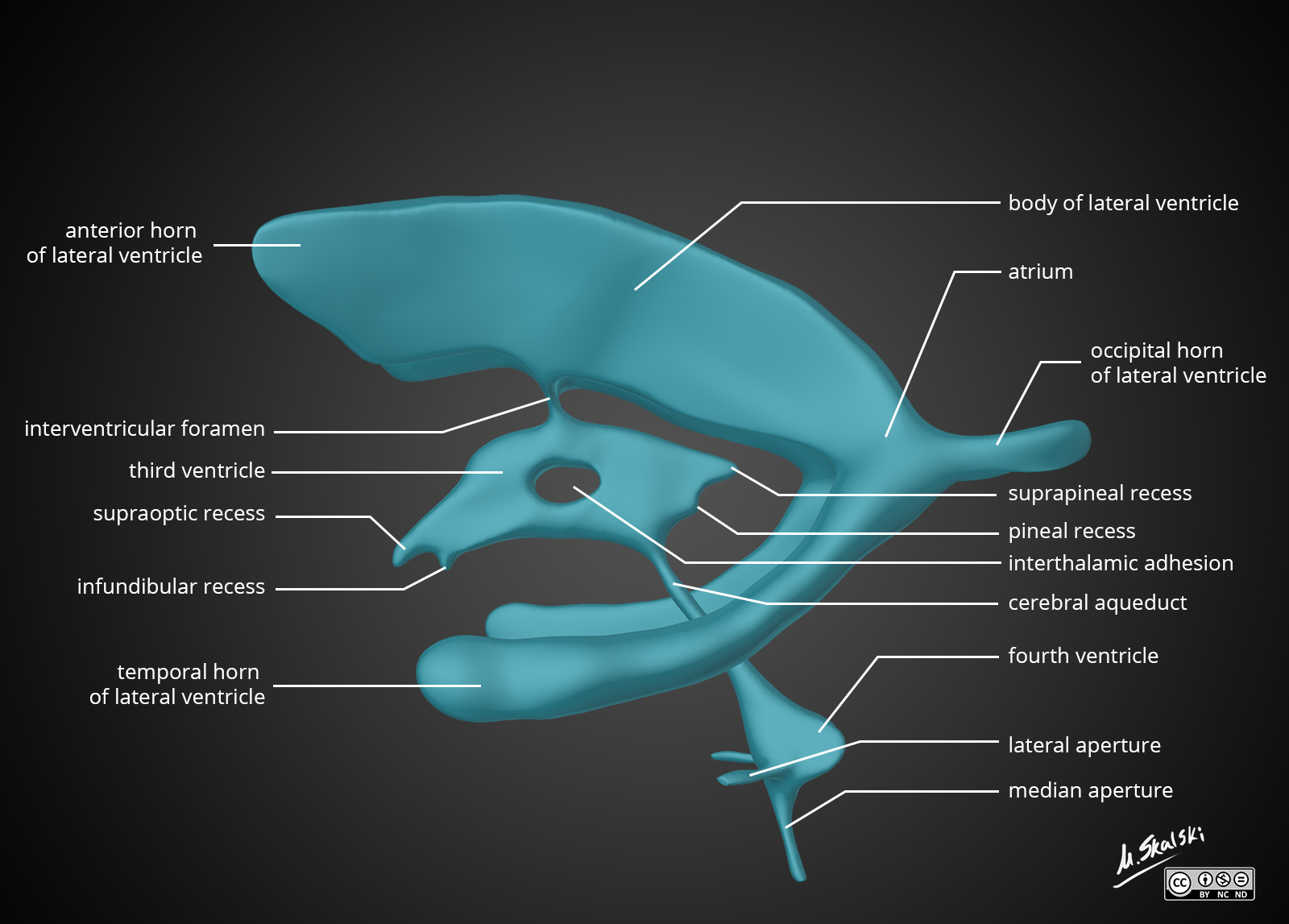
Anatomia sistemului ventricular.
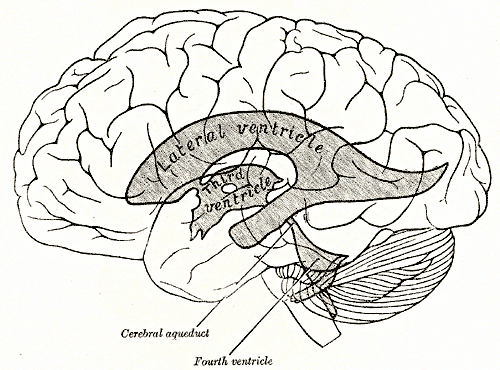
Schema care arată relațiile ventriculelor cu suprafața creierului.
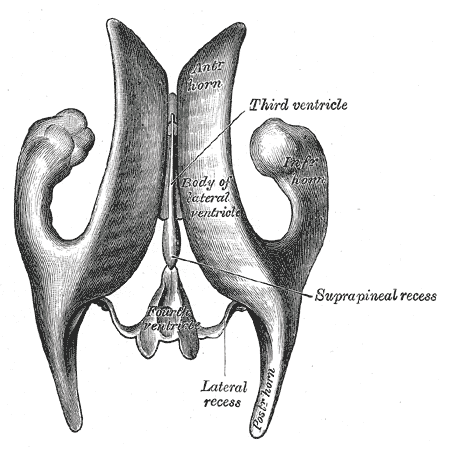
Desen al unei turnări a cavităților ventriculare, privită de sus.
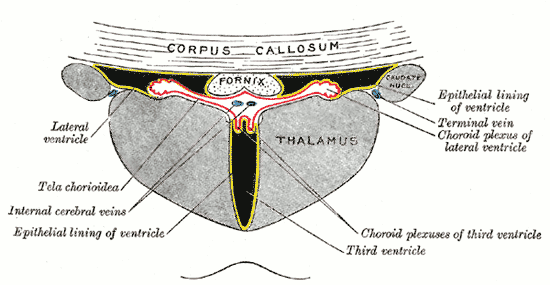
Vedere a ventriculelor și a plexului coroid
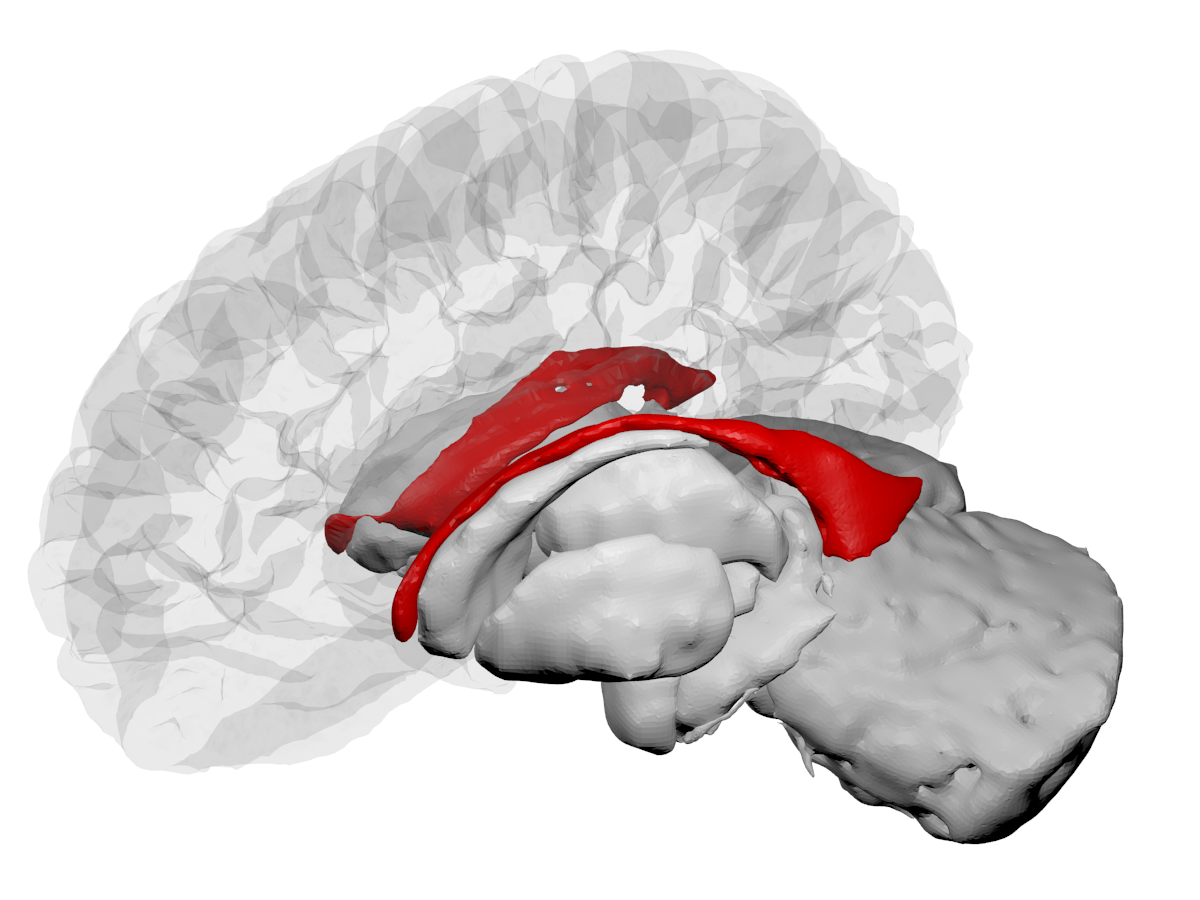
Ventriculii laterali împreună cu structurile subcorticale, în creierul de sticlă